# گرومن اچ‌یو-۱۶ آلباتروس
گرومن اچ‌یو-۱۶ آلباتروس (به انگلیسی: Grumman HU-16 Albatross) یک هواپیمای ساختِ کارخانهٔ گرومن در کشور ایالات متحده آمریکا است که در سال ۱۹۴۹–۱۹۶۱ ساخته شد. نخستین استفاده‌کنندهٔ این هواپیما نیروی هوایی ایالات متحده آمریکا بوده‌است. این هواپیما برای نخستین بار در ۲۴ اکتبر ۱۹۴۷ میلادی مورد استفاده قرار گرفت.